# James Naismith
James Naismith, né le 6 novembre 1861 à Almonte (Ontario) et mort le 28 novembre 1939 à Lawrence (Kansas), est un professeur de sports  canadien naturalisé américain. Il est surtout connu comme étant l'inventeur du basket-ball.

## Biographie

### Origine et formation
James Naismith est issu d'une famille d'immigrants écossais, arrivés sur le territoire canadien pour travailler dans les mines en 1851.
Durant sa jeunesse, James Naismith est un gymnaste, un joueur de crosse et un joueur de football canadien de haut niveau à l'Université McGill de Montréal dans la province de Québec. Il est d'ailleurs considéré comme l'un des dix meilleurs athlètes de l'université au moment où il obtient son diplôme.
Il est docteur en médecine (MD) et en théologie (Doctor of Divinity (en)).
Il s'engage dans la franc-maçonnerie, initié à la Russell Lee Lodge à Springfield en 1894, puis affilié à la Lawrence Lodge No. 6 du Kansas, dont il est le vénérable maître de 1927 à 1928. Très opposé à la ségrégation raciale en vigueur dans certains États américains, il tente vainement d'obtenir l'intégration des étudiants noirs dans les activités sportives des Jayhawks, mais il contribue à la faire cesser dans l'accès à la piscine de l'université.

### L'invention du basket-ball

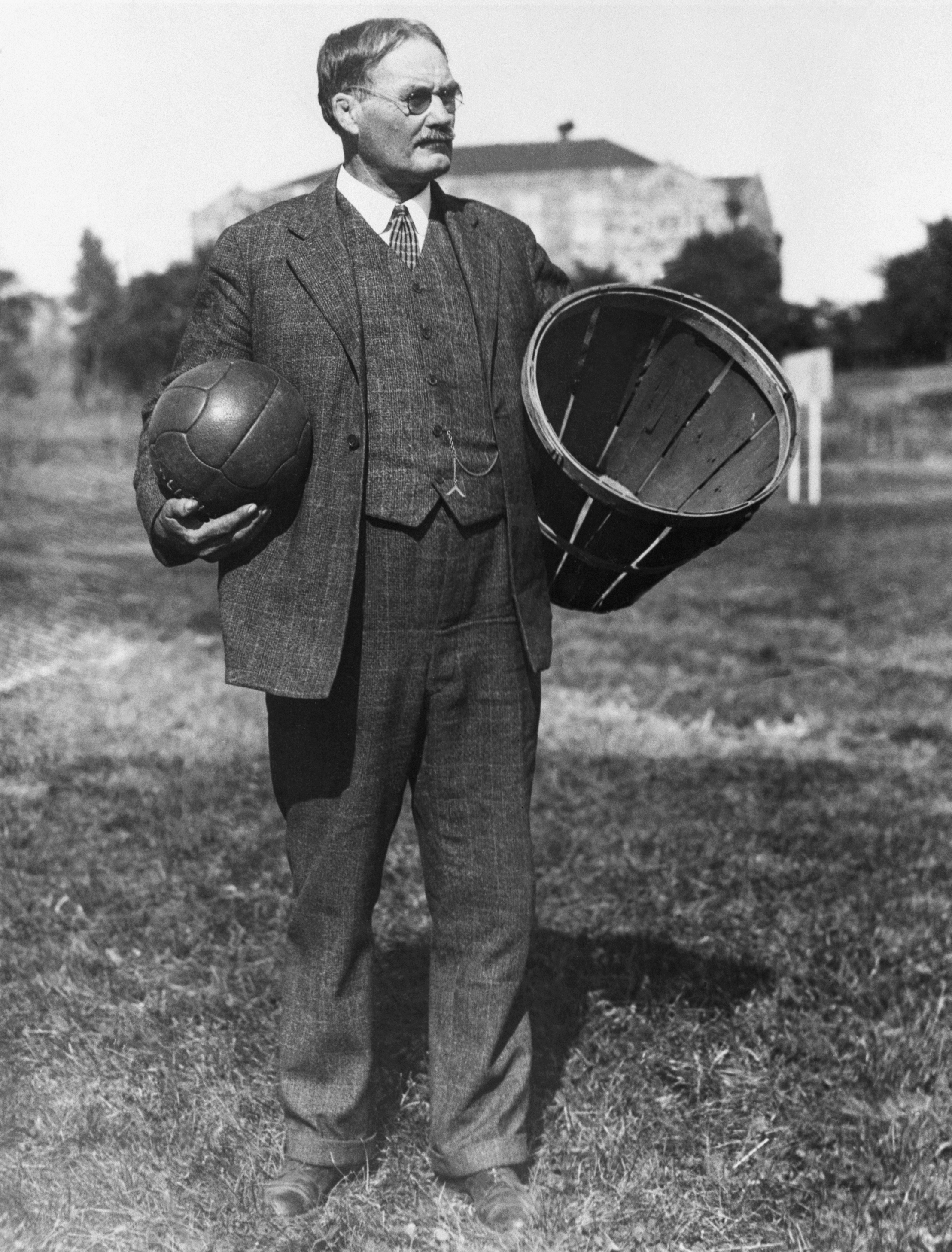
James Naismith, inventeur du basket-ball, avec un ballon et un panier.

Professeur d’éducation physique au Springfield College dans le Massachusetts (un YMCA), James Naismith cherche à occuper ses étudiants pendant les longs mois d'hiver entre les saisons de football américain et de baseball, qui rendent impossible la pratique du sport en extérieur. Il souhaite leur trouver une occupation sans contacts, afin de leur éviter les blessures. Son objectif est de créer un sport où l'adresse domine sur la force, la rapidité et la puissance.
Un jour de 1891, il a l'idée de placer deux caisses de pêches vides en bois sur les rampes du gymnase (à une hauteur très exacte de dix pieds, soit 3,048 m) dans lesquelles il faut faire pénétrer un ballon pour marquer un point. Il propose l'activité à ses étudiants et il ne faut que quelques minutes pour établir les règles essentielles pour rendre ce jeu praticable.
Le premier match se termine sur le score de 1-0, un panier inscrit par William Chase. Le jeu plait aux élèves, qui souhaitent le nommer « Naismith-ball ». James Naismith refuse et c'est donc le chef de classe, Franch Mahan, qui propose de l'appeler « basket-ball » (« ballon-panier ») puisqu'il y a « a basket and a ball » (c’est-à-dire « un panier et un ballon »).
Son nouveau sport est inspiré d'un jeu canadien, le Duck on a Rock. En effet, durant son enfance, il y joue avec les autres enfants, ce jeu ayant pour objectif de déloger une grosse pierre posée sur un rocher en lançant des cailloux.
Il organise la première rencontre de basket-ball le 21 décembre 1891 à Springfield (Massachusetts), fondé sur les treize règles originelles. Elles sont publiées en janvier 1892 dans le journal officiel du Springfield College, The Triangle. Il les republie en 1893, légèrement modifiées.

### Carrière d'entraîneur

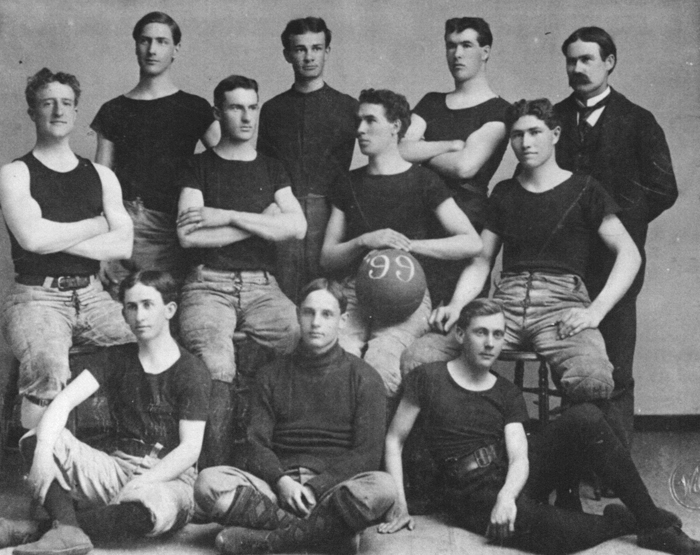
L'équipe de l'université du Kansas en 1899, avec James Naismith à droite.

James Naismith déménage pour l'université du Kansas en 1898, là où il a fait ses études ; il y devint professeur et le premier entraîneur de basket-ball des Jayhawks du Kansas, initiant le programme de basket-ball que l'université développe au fil des ans pour devenir l'un des meilleurs du pays.
James Naismith est cependant le seul entraîneur des Jayhawks à avoir un bilan déficitaire (55 victoires pour 60 défaites). Néanmoins, c'est durant le temps où il est en poste que se construit l'une des plus grandes légendes de l'histoire du basket-ball. Il est l'entraîneur de Phog Allen (son futur successeur au poste d'entraîneur), qui est l'un des entraîneurs les plus victorieux du basket-ball universitaire américain.
Il forme également John McLendon, reconnu comme premier entraîneur afro-américain du basket-ball. Renforcé dans ses convictions égalitaires de jeunesse lors de sa mobilisation en Europe pendant la Première Guerre mondiale, puis de son service à la frontière américano-mexicaine, James Naismith n'entraîne cependant pas d'équipe mixte en raison de la ségrégation raciale en vigueur aux États-Unis. Il obtient néanmoins que les étudiants noirs puissent aussi utiliser la piscine de l'université du Kansas, alors qu'ils étaient jusque-là dispensés des épreuves de natation, l'université ayant préféré leur accorder les points du test pour maintenir un usage exclusif de la piscine aux étudiants blancs.

## Honneurs

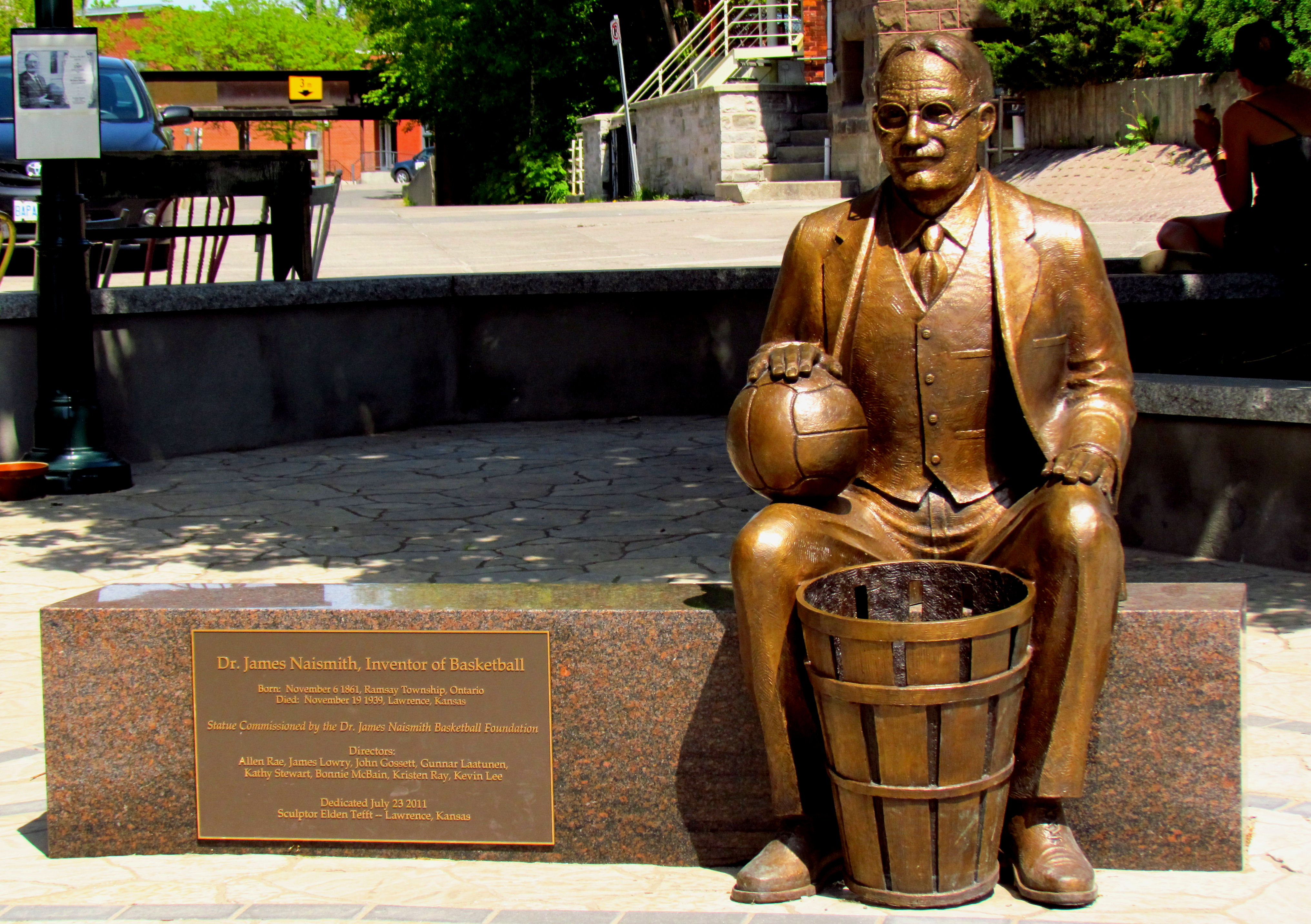
Statue de James Naismith dans sa ville natale d'Almonte.

En août 1936, juste avant les Jeux olympiques de Berlin, il est nommé président honoraire de la Fédération internationale de basket-ball amateur.
Durant ces Jeux olympiques, il assiste en spectateur à la finale du  tournoi de basket-ball. Son voyage à Berlin est financée par une collecte lors de la vente de tickets de match aux États-Unis.
James Naismith est élu membre du Basketball Hall of Fame lors de la promotion initiale de 1959. Cette institution porte aujourd'hui son nom et se situe à Springfield (Massachusetts). En toute logique, il devient également membre du FIBA Hall of Fame le 1er mars 2007.
En 2015, le Dr Michael J. Zogry retrouve dans les archives de la Bibliothèque du Congrès un enregistrement radiophonique inédit du 31 janvier 1939, qui constitue à ce jour[Quand ?] le seul enregistrement connu de la voix de James Naismith et dans lequel il évoque le déroulement de la première rencontre de basket-ball de l'histoire,.